# Seznam igralcev ameriškega nogometa
Seznam igralcev ameriškega nogometa je krovni seznam.

## Seznami
- seznam sedanjih igralcev ameriškega nogometa
- seznam upokojenih igralcev ameriškega nogometa